# 阿爾伯特·魏森梅斯
阿爾伯特·魏森梅斯（荷蘭語：Albert Winsemius，1910年2月26日—1996年12月4日）是荷蘭的經濟學家，在1961至1984年長期擔任新加坡的經濟顧問，他帶領聯合國调查团前往新加坡，並在後來主導新加坡的國家經濟發展策略。

## 家庭
阿爾伯特·魏森梅斯的妻子是艾里·魏森梅斯-施賴貝爾（Aly Winsemius-Schreiber），有三個兒女及八個孫子女。
魏森梅斯的兒子是前荷蘭住宅部大臣彼得·魏森梅斯。

## 事業
阿爾伯特·魏森梅斯在1960年帶領联合国调查团來調查新加坡在工業化上的潛力。當時新加坡剛才有自己的政府，有高失業率及人口增加的問題。魏森梅斯提出十年計劃，要讓新加坡從轉口港變成製造及工業化的中心。
他首先強調製造工作機會及吸引外來投資。開始擴張像是襯衫及睡衣加工等勞力密集的產業。同時他也鼓勵大規模組屋計畫，相信這可以提昇國家形象，吸引投資客。像他早期曾建議不要移除英國殖民時期政治家斯坦福·莱佛士的雕像，這是大眾接受英国文物的象徵。在他的協助下，新加坡吸引了像荷兰皇家壳牌及埃索等大型石油公司在當地煉油。
阿爾伯特·魏森梅斯在1961年至1984年擔任首席經濟顧問，和李光耀、吴庆瑞及後來的吴作栋有密切的合作。他一年造訪新加坡二至三次，評估經濟表現指標，和政府官員討論整體經濟策略。
新加坡在1970年代提昇其工业水準，開始推動電子業在內的高科技。他個人去遊說大型的荷蘭電子公司（例如菲利浦）在新加坡設廠。他也認為新加坡可以成為一個金融中心，以及航空及海運的國際中心。之後的二十年證明其預測是準確的。
魏森梅斯在1983年辭去新加坡經濟顧問的職務，當時他74歲。他說：「我帶著難過的心離去，新加坡或多或少已成為我生活的一部份，這個國家可以沒有我，這個國家甚至可以幾年的時間沒有我，但它是我生活的一部份，所以我會流下幾滴眼淚，想像的眼淚。」魏森梅斯幾乎將新加坡視為他的家鄉。

## 過世
阿爾伯特·魏森梅斯在1996年12月4日因為肺炎在荷蘭過世。李光耀在給魏森梅斯的慰問信中寫到：「阿爾伯特·魏森梅斯對新加坡的發展有深切的個人興趣，這是新加坡的幸運。新加坡和我非常感激他對新加坡投入的時間、精力及發展，我榮幸認識他，可以有這一位朋友。」
阿爾伯特·魏森梅斯在他人問及其作為經濟學家的生涯時，表示：「其中有許多的滿足，也許不像建築師可以看著他的作品，說：『這是我作的』，但滿足是在於知道你對於一些你不認識的人的福祉有了貢獻……。」

## 獎項
阿爾伯特·魏森梅斯由於其對新加坡的經濟發展貢獻得到許多榮譽。1967年時總統尤索夫·伊萨授與他杰出服务勋章。1970年時被新加坡国立大学授與榮譽學位。1976年時他得到了全国工会大会的荣誉五一金奖。

## 外部連結
- 阿爾伯特·魏森梅斯的Facebook專頁
- Fact Sheet on the Albert Winsemius Professorship （页面存档备份，存于）